# Ramadan Darwish
Ramadan Darwish (arabisch رمضان درويش, DMG Ramaḍān Darwīš; * 29. Januar 1988 im Gouvernement al-Gharbiyya) ist ein ägyptischer Judoka. Der Weltmeisterschaftsdritte von 2009 gewann 2019 bei den Afrikaspielen.

## Sportliche Karriere
Der 1,88 m große Ramadan Darwish kämpft im Halbschwergewicht, der Gewichtsklasse bis 100 Kilogramm. 2009 siegte er bei den Afrikameisterschaften auf Mauritius, im Finale bezwang er den Algerier Hassene Azzoune. Zwei Monate später siegte er im Finale der Mittelmeerspiele in Pescara gegen den Franzosen Cyrille Maret. Bei den Weltmeisterschaften in Rotterdam unterlag er im Viertelfinale dem Niederländer Henk Grol. Über die Hoffnungsrunde erreichte er den Kampf um Bronze und gewann gegen Elmar Qasımov aus Aserbaidschan. 2010 besiegte Darwish im Finale der Afrikameisterschaften in Yaoundé den Kameruner Franck Moussima. Bei den Weltmeisterschaften in Tokio schied er im Achtelfinale gegen den Usbeken Oʻtkir Qurbonov aus.
2011 gewann Darwish bei den Afrikameisterschaften in Dakar das Finale gegen den Tunesier Anis Ben Khaled. Bei den Weltmeisterschaften 2011 in Paris erreichte er mit einem Sieg über den Georgier Lewan Schorscholiani das Halbfinale. Nach Niederlagen gegen den Kasachen Maxim Rakow und den zweiten Georgier Irakli Zirekidse belegte Darwish den fünften Platz. Bei den Afrikaspielen 2011 in Maputo unterlag Darwish im Finale Franck Moussima. 2012 siegte er im Finale der Afrikameisterschaften in Agadir gegen den Algerier Lyes Bouyacoub. Bei den Olympischen Spielen 2012 in London schied Darwish in seinem Auftaktkampf gegen den Franzosen Thierry Fabre aus.
2013 siegte Darwish im Finale der Afrikameisterschaften in Maputo erneut gegen Lyes Bouyacoub und gewann damit seinen fünften Titel in Folge. Bei den Mittelmeerspielen in Mersin gewann er wie 2009, diesmal besiegte er im Finale Amel Mekić aus Bosnien-Herzegowina. Bei den Weltmeisterschaften in Rio de Janeiro unterlag er in seinem Auftaktkampf dem Japaner Takashi Ono. 2014 verlor er im Finale der Afrikameisterschaften in Port Louis gegen Lyes Bouyacoub. Bei den Weltmeisterschaften in Tscheljabinsk verlor er in seinem zweiten Kampf gegen den Belgier Toma Nikiforov.
Auch bei den Afrikameisterschaften 2015 in Libreville siegte Lyes Bouyacoub im Finale gegen Darwish. Ein Jahr später trafen die beiden im Finale der Afrikameisterschaften 2016 in Tunis erneut aufeinander und diesmal gewann Darwish. Beim olympischen Turnier in Rio de Janeiro erreichte Darwish das Viertelfinale und belegte den siebten Platz nach Niederlagen gegen Elmar Qasımov aus Aserbaidschan und den Deutschen Karl-Richard Frey.
2017 trafen Lyes Bouyacoub und Ramadan Darwish zum sechsten Mal in Folge im Finale der Afrikameisterschaften aufeinander, beim Turnier in Antananarivo gewann der Algerier. Im Herbst 2017 erkämpfte Darwish den Titel bei den Polizeiweltspielen. 2018 siegte Darwish im Finale der Afrikameisterschaften in Tunis gegen Bouyacoub. Bei den Mittelmeerspielen 2018 in Tarragona siegte Darwish im Finale gegen den Italiener Giuliano Loporchio und gewann damit seinen dritten Titel in Folge. Bei den Weltmeisterschaften 2018 in Baku unterlag er im Viertelfinale dem Georgier Warlam Liparteliani. Nach einem Sieg in der Hoffnungsrunde gegen den Portugiesen Jorge Fonseca unterlag der Ägypter im Kampf um Bronze dem Russen Nijas Iljassow. 2019 verlor Darwish im Finale der Afrikameisterschaften in Kapstadt gegen Bouyacoub. Vier Monate danach traf Darwish im Finale der Afrikaspiele in Rabat auf den Marokkaner Mohammed Lahboub und gewann den Titel. Bei den Weltmeisterschaften 2019 in Tokio schied Darwish in seinem zweiten Kampf gegen den Franzosen Cyrille Maret aus. 2020 siegte Darwish erneut bei den Afrikameisterschaften. Bei den Olympischen Spielen in Tokio schied er im Achtelfinale gegen den Georgier Warlam Liparteliani aus.